# Marika Rökková
Marika Rökková (3. listopadu 1913 Káhira – 16. května 2004 Baden) byla maďarská herečka, zpěvačka a tanečnice, která se proslavila v německém filmu, především za nacistické éry ve 40. letech 20. století, v hudebních komediích jako Die Frau meiner Träume (1944) aj. Byla prominentkou nacistického režimu, milenkou ministra propagandy Josepha Goebbelse a sama o sobě hovořila během svého života jako o antikomunistce. Dokumenty odtajněné ve 21. století nicméně ukázaly, že Rökková byla ve 40. letech sovětskou špionkou, byla součástí sovětské vyzvědačské sítě Krona a předala Sovětům například plány na operaci Barbarossa nebo strategii bitvy u Kurska. Jejím manželem byl režisér Georg Jacoby, který též natočil velkou část komedií s Rökkovou ve 40. letech. I on byl členem sítě Krona. Rökková měla po válce distanc ve filmu, ale zrušen byl v roce 1947, byť po válce se Rökková věnovala hlavně operetnímu divadlu. Otázky vyvolává, že se během svého života k práci pro Sověty nikdy nepřihlásila, a že možná ve výzvědné činnosti pokračovala i po válce. Německé tajné služby toto podezření prý prvně získaly v roce 1951.